# Exochus ravetus
Exochus ravetus là một loài tò vò trong họ Ichneumonidae.